# ハーバート・ハート
ハーバート・ライオネル・アドルファス・ハート（Herbert Lionel Adolphus Hart、1907年7月18日 - 1992年12月19日、H.L.A.ハート）は、イギリスの哲学者（分析哲学）であり、20世紀を代表する法哲学者の一人である。イギリス・オックスフォード大学教授をつとめ、『法の概念』（The Concept of Law）という著書を残している。彼は、分析哲学の枠組みの中で、現代的な法実証主義の理論を発展させた人物である。

## 略歴
1907年、ドイツ人とポーランド人の祖先をもつユダヤ人の洋服屋の子として生まれた。
ブラッドフォード・グラマー・スクールを卒業後、オックスフォード大学ニューカレッジにおいて人文科学課程を専攻した。
1929年、優秀な成績で同大学を卒業した後、彼は法廷弁護士となり、1932年から1940年まで大法官裁判所の弁護士を勤めた。
第二次世界大戦中は、イギリス情報局保安部（MI5）の軍事諜報機関員として動員され、ナチス・ドイツの使用する暗号機「エニグマ」の解読のための要員となった。
1945年、オックスフォード大の法哲学のチューターとして招かれ、1952年には同大学の法哲学教授に選任された。1969年に退任、後任にはロナルド・ドウォーキンが就いた。彼はその後、同大学を1978年に定年退職している。

## 哲学的方法論
英語圏における法哲学方法論に大変革をもたらした人物については、H.L.A.ハートを抜いては語れまい。ジョン・L・オースティンやルートヴィヒ・ウィトゲンシュタインの影響を受け、ハートは、法理論の中心的問題に対し、分析哲学、特に言語哲学の手法を用いて対処した。ハートの理論は、20世紀の分析哲学の綿密な分析と、イギリスの法哲学・政治哲学・道徳哲学者であるジェレミ・ベンサムの法哲学の伝統とを融合させた。

## 著書『法の概念』
H.L.A.ハートの最も有名な著書は『法の概念』であり、1961年に発表された。その第2版は、新たに追記がなされ、彼の死後である1994年に出版された。この本は、1952年からの彼の講義、および彼が1958年に発表した論文「実証主義と法・道徳分離論」（Positivism and the Separation of Law and Morals）が元となっており、法実証主義の洗練された観点を導くものである。この本における彼の考えのうち特に有名なものは、次のようなものである。
- ジョン・オースティン（先述のジョン・L・オースティンとは別人）の「法とは、刑罰という脅威によって裏付けられた、主権者による命令である」という考え方（主権者命令説）に対する批評。
- 「一次的ルール」と「二次的ルール」との区別。「一次的ルール」とは人の行為に対する公的な支配であり、「二次的ルール」は「一次的ルール」の承認・変更・裁定の権限を付与するものである。

## その他の業績
彼は他に、『法における因果性』（Causation in the Law、1959年、第2版は1985年。トニー・オノレとの共著）という著書を著している。また、道徳規範の強制という刑法の役割の是非に関するパトリック・デヴリン判事との論争を、『法・自由・道徳』（Law、Liberty and Morality、1963年）、および『刑法の道徳性』（The Morality of the Criminal Law、1965年）に著している。

## 著作
- Definition & theory in jurisprudence: an inaugural lecture delivered before the University of Oxford on 30 May, 1953, Clarendon Press, 1953.
- The concept of law, Clarendon Press, 1961.

『法の概念』、矢崎光圀監訳、みすず書房、1976年。長谷部恭男訳、ちくま学芸文庫、2014年。
- Bentham, Oxford University Press, 1962.
- Law, liberty and morality, Oxford University Press, 1963.
- The morality of the criminal law: two lectures, Oxford University Press, 1965.
- Punishment and responsibility: essays in the philosophy of law, Clarendon Press, 1968.
- Essays on Bentham: studies in jurisprudence and political theory, Clarendon Press, 1982.
- Essays in jurisprudence and philosophy, Clarendon Press, 1983.

『法学・哲学論集』、矢崎光圀・松浦好治ほか訳、みすず書房、1990年。
- 『権利・功利・自由』、小林公・森村進訳、木鐸社、2004年。

### 共著
- Causation in the law, with Tony Honoré, Clarendon Press, 1959, 2nd ed., 1985.

『法における因果性』井上祐司・真鍋毅・植田博訳（九州大学出版会, 1991年）

### 編著
- An introduction to the principles of morals and legislation, co-edited with J. H. Burns, Athlone Press, 1970.
- Of laws in general, edited by H.L.A. Hart, Athlone Press, 1970.
- A comment on the Commentaries and A fragment on government, co-edited with J. H. Burns, Athlone Press, 1977.